# Panther KF51
Panther KF51 är en tysk stridsvagn som är under utveckling av Rheinmetall Landsysteme. Den presenterades offentligt på Eurosatorys försvarsutställning den 13 juni 2022. KF är en förkortning för "Kettenfahrzeug", det vill säga bandfordon.

## Historik
Panther KF51 är baserad på skrovet av den äldre Leopard 2A4, men designen är avsedd att markera en större förbättring från den föregående generationen av västerländska stridsvagnar genom att introducera ett nytt torn beväpnat med en automatladdad 130 mm kanon, vikten minskas genom större tillit till aktivt snarare än passivt skydd och underlättar samverkan med obemannade plattformar genom att tillhandahålla utrymme inuti skrovet för en dedikerad systemoperatör eller enhetsbefälhavare.

## Användare
I februari 2023 uppgav Rheinmetall att de är i samtal med Ukraina om att exportera KF51. Företagets VD Armin Papperger sa att den första leveransen skulle kunna ske om 15 till 18 månader och föreslog att en fabrik i landet skulle kunna vara möjlig. Den 4 mars 2023 uppgav Rheinmetall att man överväger att gå vidare med planerna om att uppföra en stridsvagnsfabrik i Ukraina. Fabriken uppskattas till att kosta drygt två miljarder kronor att uppföra och vid full drift skulle den kunna producera upp till 400 stridsvagnar per år. Rheinmetall uppgav även att fabriken skulle skyddas med luftvärnsrobotar från ryska angrepp.

### Översättningar
Den här artikeln är helt eller delvis baserad på material från engelskspråkiga Wikipedia, Panther KF51, 10 november 2022.